# 1659

## Родени
- април – Адам Лудвиг Левенхаупт, шведски военачалник
- 6 март – Саломо Франк, немски поет
- 10 септември – Хенри Пърсел, английски композитор

## Починали
- Абел Тасман, изследовател
- 15 април – Зимон Дах, немски поет